# دودلي سبيد
دودلي سبيد (بالإنجليزية: Dudley Spade)‏ هو سياسي أمريكي، ولد في 8 مارس 1956. انتخب عضو مجلس نواب ميشيغان ‏.